# Roland Meynet
Pour les articles homonymes, voir Meynet.
Roland Meynet est un jésuite français né le 7 juillet 1939. De 1992 à 2007, il a été professeur de théologie biblique à l'Université pontificale grégorienne de Rome.

## Biographie
Ancien élève de Paul Beauchamp et de Georges Mounin, Roland Meynet a vécu vingt ans au Proche-Orient. Il a dirigé le Centre de recherches et d'études arabes de l'université Saint-Joseph de Beyrouth et fondé l'École des traducteurs et interprètes. Après avoir enseigné au Centre Sèvres de Paris et à l'université de Turin, il est professeur à l'Université grégorienne de 1992 à 2007. 
Spécialiste de la rhétorique sémitique et de l'Évangile de Luc, il a reçu en 2006 le grand prix de philosophie de l'Académie française pour son livre sur l'évangile selon Luc, auquel il applique la méthode de l'analyse rhétorique.

## Publications
- La Lettre aux Galates, Pendé, Gabalda, coll. « Rhétorique sémitique, no 10 », 2012, 255 p.  (ISBN 978-2-85021-212-3).
- Une nouvelle introduction aux évangiles synoptiques, Paris, Lethielleux, coll. « Rhétorique sémitique, no 6 », 2009, 380 p.,  (ISBN 978-2-283-61033-6).
- Appelés à la liberté, Paris, Lethielleux, coll. « Rhétorique sémitique, no 5 », 2008  (ISBN 978-2-283-61255-2).
- Traité de rhétorique biblique, Paris, Lethielleux, coll. « Rhétorique sémitique, no 4 », 2007  (ISBN 978-2-283-61250-7).
- L'Évangile de Luc, Paris, Lethielleux, coll. « Rhétorique sémitique, no 1 », 2005,  (ISBN 2-283-61239-X) ; réédité en 2011 avec le numéro 8 de la collection  (ISBN 978-2-85021-207-9). Grand prix de philosophie de l'Académie française 2006.
- La Bible, Paris, Le Cavalier bleu, coll. « Idées reçues, no 94 », 2005  (ISBN 978-2-84670-105-1).
- Mort et ressuscité selon les écritures, Paris, Bayard, 2003  (ISBN 2-227-47180-8).
- « Tu vois cette femme ? ». Parler en paraboles, Paris, Cerf, coll. « Lire la Bible, no 121 », 2001  (ISBN 2-204-06658-3).
- Jésus passe. Testament, procès, exécution et résurrection du Seigneur Jésus dans les évangiles synoptiques, Rome, PUG - Paris, Cerf, coll. « Rhétorique biblique, no 3 », 1999  (ISBN 2-204-06315-0).
- Avec L. Pouzet, N. Farouki, A. Sinno, Rhétorique sémitique. Textes de la Bible et de la tradition musulmane, Paris, Cerf - Beyrouth, Université Saint-Joseph, coll. « Patrimoines », 1998.
- Lire la Bible, Paris, Flammarion, coll. « Dominos, no 92 », 1996 ; réédité en 2003, coll. « Champs, no 537 ».
- Avec Pietro Bovati, Le Livre du prophète Amos, Paris, Cerf, coll. « Rhétorique biblique, no 2, » 1994  (ISBN 2-204-05076-8).
- Passion de notre Seigneur Jésus-Christ selon les évangiles synoptiques, Paris, Cerf, coll. « Lire la Bible, no 99 », 1993.
- Avez-vous lu saint Luc ? Guide pour la rencontre, Paris Cerf, 1990  (ISBN 2-204-04115-7).
- L'Analyse rhétorique, Une nouvelle méthode pour comprendre la Bible, Textes fondateurs et exposé systématique, préface de Paul Beauchamp, Paris, Cerf, 1989.
- L'Évangile selon saint Luc, analyse rhétorique, Paris, Cerf, coll. « Rhétorique biblique, no 1 », 1988.
- Initiation à la rhétorique biblique. « Qui donc est le plus grand ? », Paris, Cerf, 1982.

### Article
- (en) « Rhetorical Analysis. An Introduction to Biblical Rhetoric », dans Journal for the Study the Old Testament, Supplement Series, no 256, Sheffield, Sheffield Academic Press, 1998  (ISBN 1-85075-870-0).
- « Histoire de "l'analyse rhétorique" en exégèse biblique », dans Rhetorica Autumn, 1990, vol. 8, n° 4, p. 291-320.